# 若望·凱利
若望·凱利（義大利語：Giovanni Cheli；1918年10月4日—2013年2月8日）是天主教意大利籍司鐸級樞機及聖座移民及觀光委員會主席。

## 生平
若望·凱利於1918年10月4日在意大利北部皮埃蒙特大區都靈省首府都靈出生。他於1942年6月21日在都靈總教區晉鐸。
他於1978年9月18日晉牧。教宗若望·保祿一世任命他為聖座駐聯合國常任觀察員，領桑塔久斯塔領銜總教區總主教銜。他於1986年9月18日出任聖座移民及觀光委員會副主席，後升任主席。
教宗若望·保祿二世於1998年2月21日冊封他為執事級樞機，領聖葛斯默和達彌盎執事區執事銜。他於1998年6月15日榮休，由濱尾文郎接任成為移民及觀光委員會主席。他於2008年3月1日獲冊封為司鐸級樞機，領聖葛斯默和達彌盎堂區司鐸銜。
凱利於2013年2月8日在意大利去世，終年94歲。

## 牧徽

若望·凱利樞機牧徽